# Linn, Missouri
Linn är administrativ huvudort i Osage County i Missouri. Orten fick sitt namn efter Lewis F. Linn.